# Spânz comun

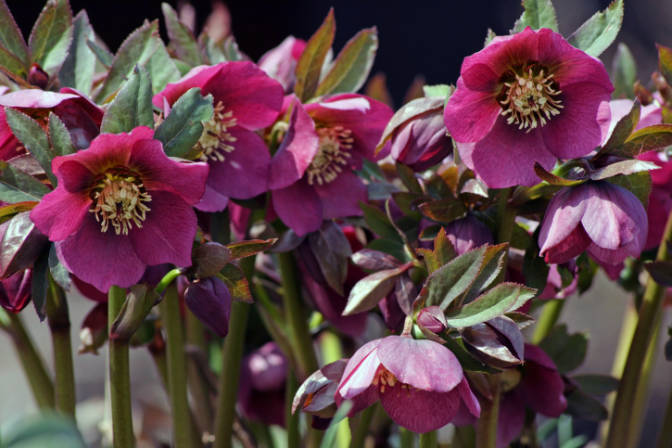

Spânzul comun (Helleborus purpurascens) este o specie a genului Helleborus, aparținând familiei Ranunculaceae.
Florile sunt actinomorfe (cu simetrie radială), au numeroase stamine dispuse în semicerc, frunzele sunt pedate, fructele multiple (polifolicule) provin dintr-un gineceu apocarp (cu carpele libere), iar colorația petalelor este purpurie, de unde si numele de „purpurascens”. Este o plantă medicinală, utilizată în afecțiunile reumatice și inflamații, dar totodată și otrăvitoare.